# 张林岚
张林岚（1922年—2017年12月29日），原名张世楟，常用笔名一张、马蓝，浙江浦江人，中华人民共和国新闻家。

## 生平
1943年初国立西北大学国文系肄业。抗战初期加入中华民族解放先锋队，先后在《青年日报》、《华北新闻》、《新运日报》、《新民报》工作。1981年4月加入中国共产党，1982年《新民晚报》复刊后，任编委、副总编辑，兼任《漫画世界》常务副主编，任上海市第七届政协委员、上海市新闻学会副会长、《上海新闻志》副主编，著有《梦里的童年》、《月下小品》、《赵超构传》、《一张文集》等。1987年评定为高级记者。1993年获国务院政府特殊津贴。2017年12月29日，在中山医院逝世，享年93岁。